# Tin Cup
Tin Cup is een Amerikaanse romantische komedie annex sportfilm uit 1996 onder regie van Ron Shelton. Voor het spelen van een van de hoofdrollen werd Don Johnson genomineerd voor een Golden Globe.

## Verhaal
Roy 'Tin Cup' McAvoy (Kevin Costner) is een talentvolle golfer die nooit genoeg ambitie heeft gehad om door te breken. Tegenwoordig beheert hij een drivingrange in het westen van Texas. Op een dag vraagt klinisch psycholoog Molly (Rene Russo) hem om haar golfles te geven. Dit op aanraden van haar vriend, topgolfer David (Don Johnson). Roy voelt zich meteen aangetrokken tot Molly, maar zij gaat niet op zijn avances in. Later vraagt David Roy om zijn caddie te zijn tijdens een lokaal benefiettoernooi, maar ze krijgen al snel ruzie. Om David een hak te zetten, probeert Roy zich te kwalificeren voor de US Open, waarbij hij Molly om psychologische hulp vraagt.

## Rolverdeling
| Acteur         | Personage            | Opmerkingen                |
| -------------- | -------------------- | -------------------------- |
| Kevin Costner  | Roy "Tin Cup" McAvoy |                            |
| Rene Russo     | dr. Molly Griswold   | klinisch psycholoog        |
| Don Johnson    | David Simms          | profgolfer, Molly's vriend |
| Cheech Marin   | Romeo Posar          | vriend en caddie van Roy   |
| Linda Hart     | Doreen               |                            |
| Gary McCord    | zichzelf             |                            |
| Phil Mickelson | zichzelf             |                            |
| Craig Stadler  | zichzelf             |                            |
| Lee Janzen     | zichzelf             |                            |

- In de film spelen een aantal profgolfers en sportjournalisten zichzelf.